# Brülisau
Brülisau ist eine Ortschaft, ein Pfarrdorf und eine Schulgemeinde im Bezirk Schwende-Rüte im Kanton Appenzell Innerrhoden in der Ostschweiz. Brülisau liegt am Fuss des Hohen Kastens.

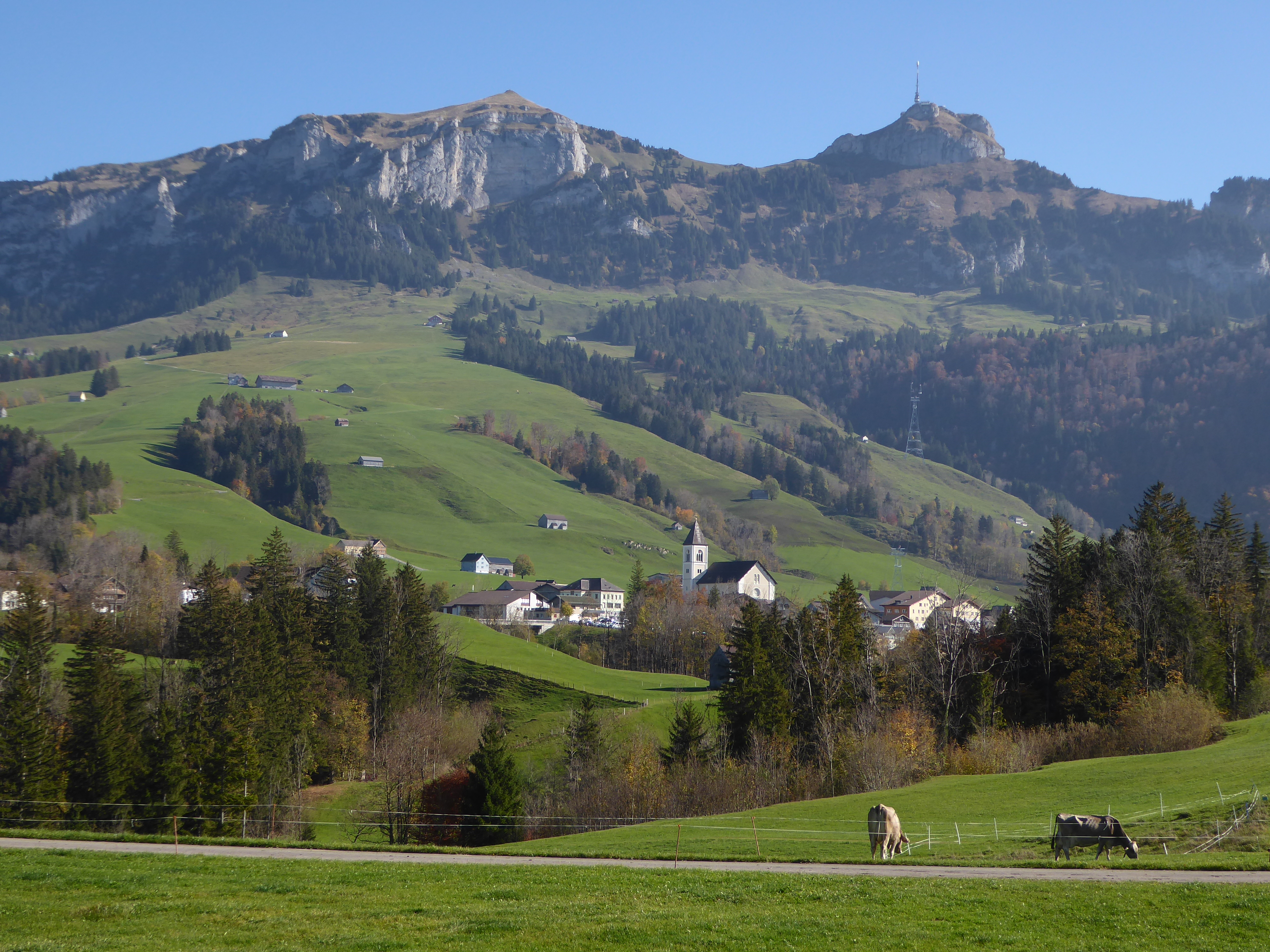
Brülisau mit Kamor (links) und Hohem Kasten

## Geschichte

Blick auf Brülisau und den Hohen Kasten, um 1910

Brülisau wurde als um 1350 Brünlisouw erstmals erwähnt. Der Ort muss aber älter sein, weil der Standort der späteren Kapelle eine Exklave zur Rhode Lehn auf ehemals Rütner Gebiet bildete.
Der Name geht auf den am Wasser gelegenen Besitz (Au) des Brûnlîn zurück. Der Personenname Brûnlîn ist ein Diminutiv des althochdeutschen Adjektivs brûn (braun).
Die Entstehung des Dorfs setzte mit dem Bau (1478) der ersten, von Appenzell aus betreuten Kapelle ein, verstärkt durch die Erhebung zur Filiale 1647 bzw. zur Pfarrei 1845. Die heutige neuromanische Sebastianskirche wurde 1879 bis 1880 erbaut. In lockerem Abstand scharen sich um Pfarrkirche und Friedhof Pfarrhaus, Schulhaus (1894–1896) und zwei Gasthäuser.
Mit dem Bau der Luftseilbahn Brülisau–Hoher Kasten 1964 setzte die touristische Erschliessung ein. Zwei Gastgewerbebetriebe wurden zum Teil markant vergrössert. 1981 entstand ein Mehrzweckgebäude. 1947 wurde Brülisau durch einen Postautokurs mit Weissbad verbunden. Zur Einzelhofsiedlung gehören zahlreiche Landwirtschaftsbetriebe, die vor der Fusion von Schwende und Rüte 2022 grösstenteils auf dem Boden von Rüte sowie links des Brüelbachs  auf jenem von Schwende standen.

## Pfarrkirche St. Sebastian
Brülisau besass nebst Appenzell das erste Gotteshaus des Landes. Es wurde 1478 geweiht. Im 17. Jahrhundert erhielt die gotische Kapelle einen Turm. Weihbischof Müller konsekrierte 1657 die erweiterte barocke Kapelle mit drei Altären. 1879 wurde die Kapelle abgebrochen und in den Jahren 1878/79 durch die Kirche ersetzt. 1975 bis 1977 erfolgte eine Innen- und Aussenrenovation, bei der der Zustand von 1879 wiederhergestellt wurde.

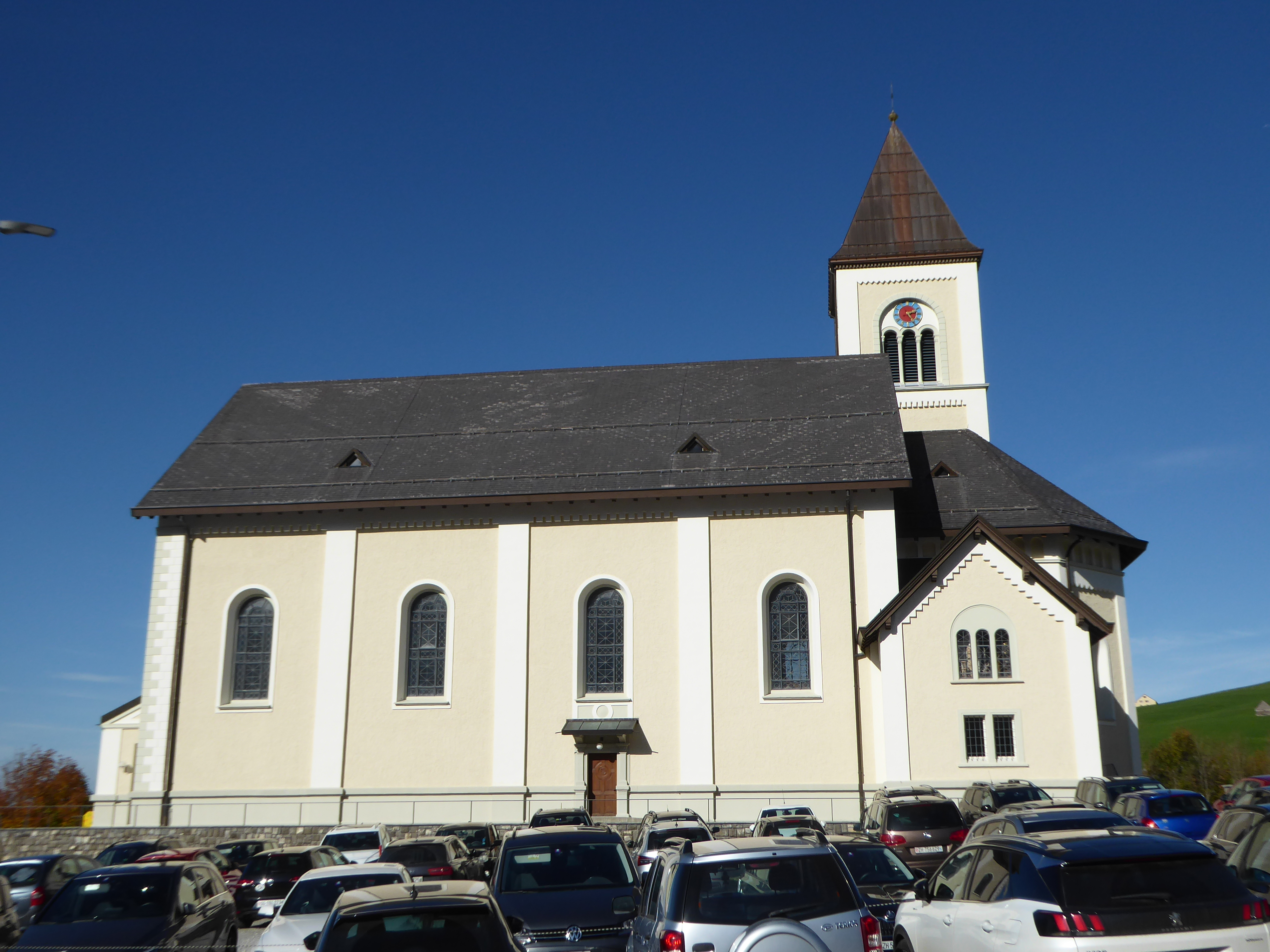
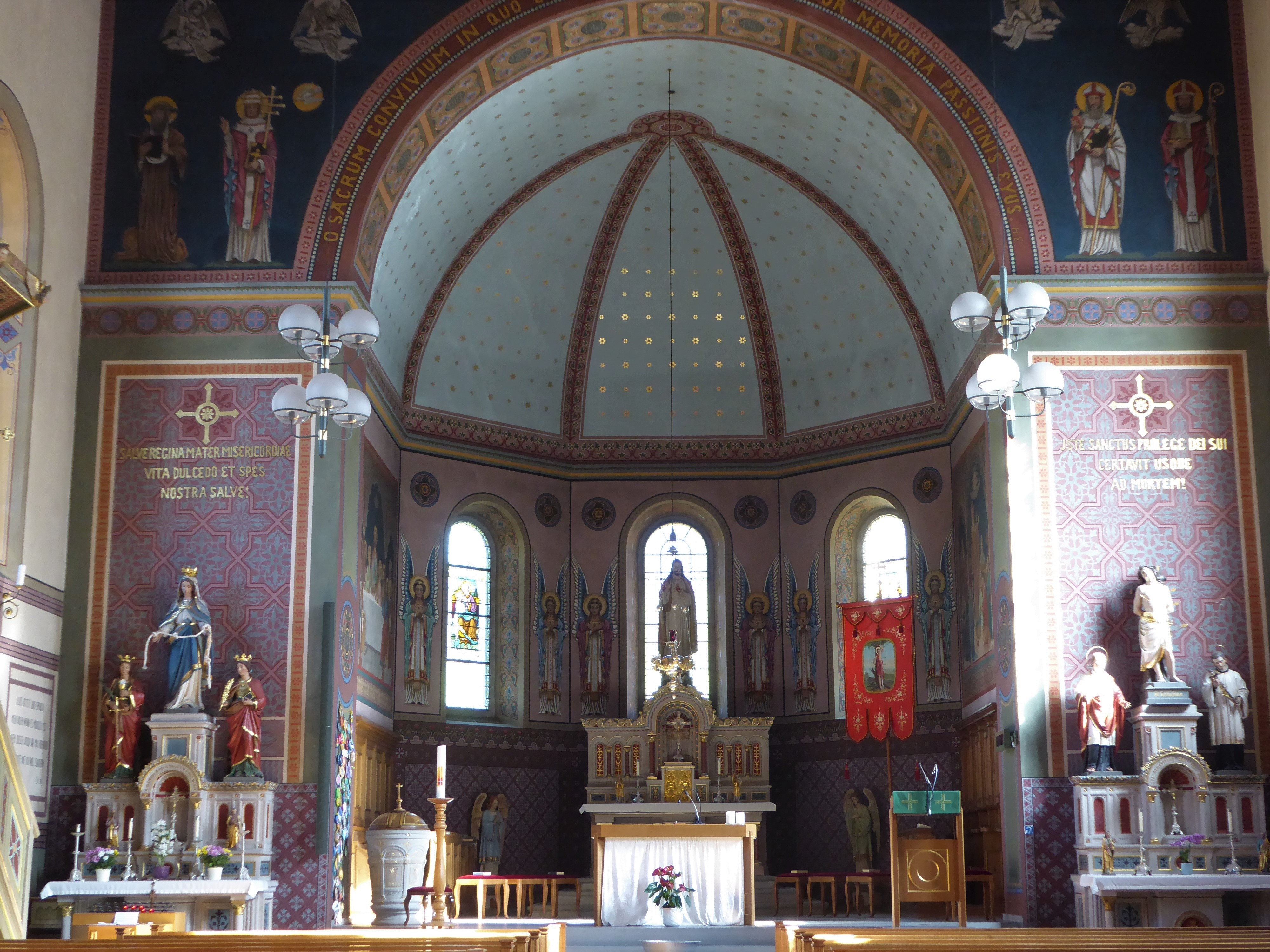
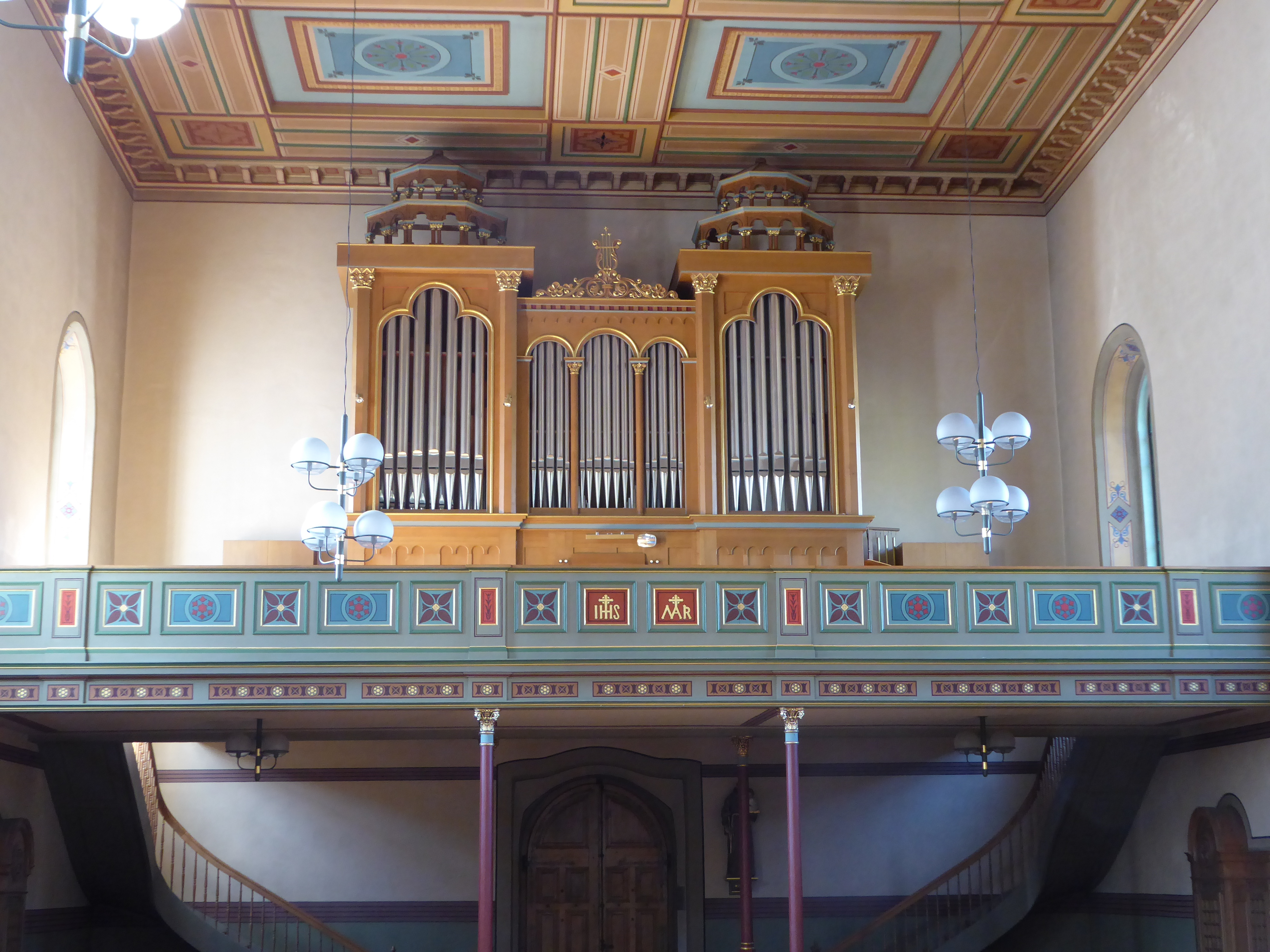
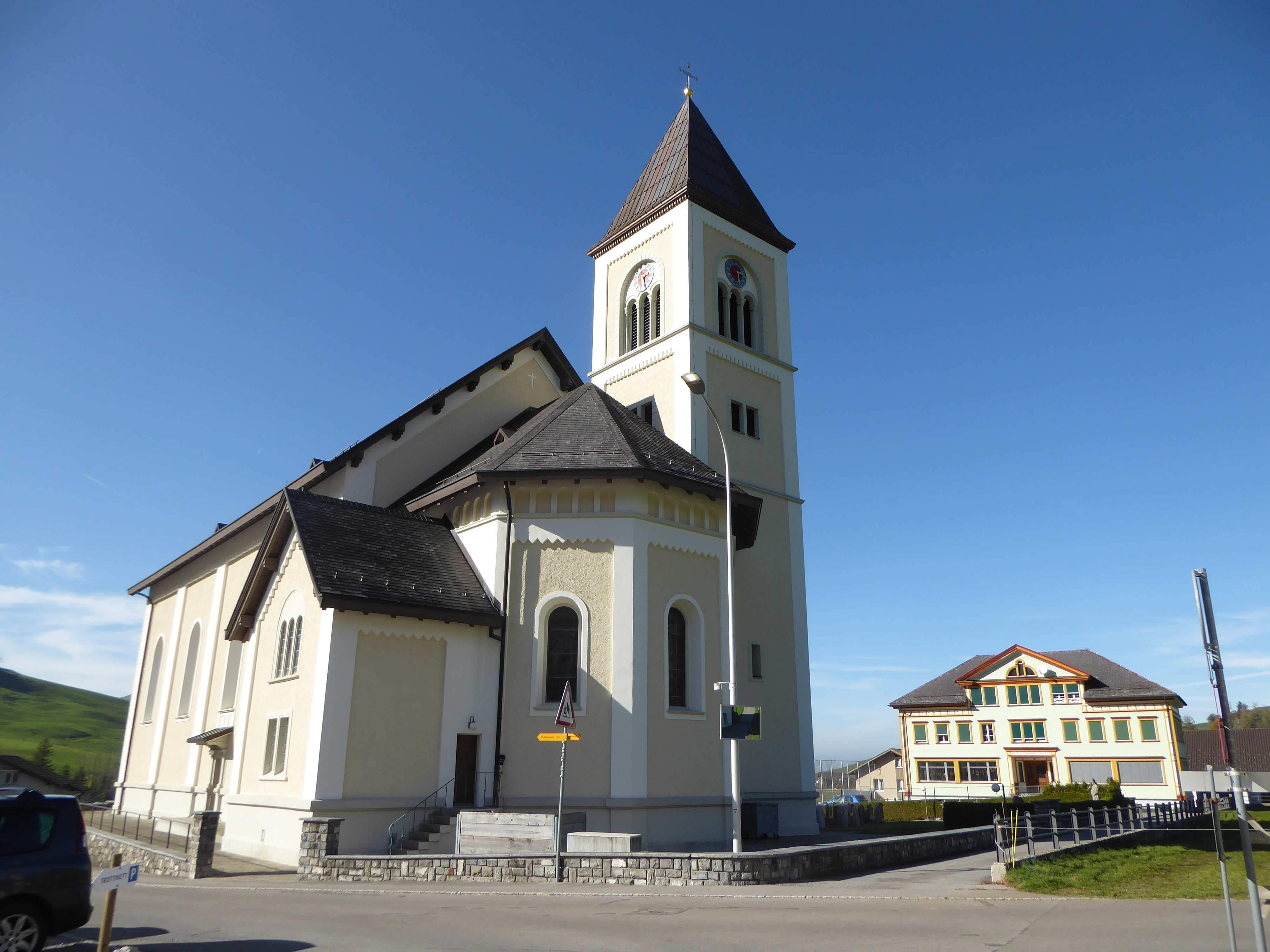